# Amykos

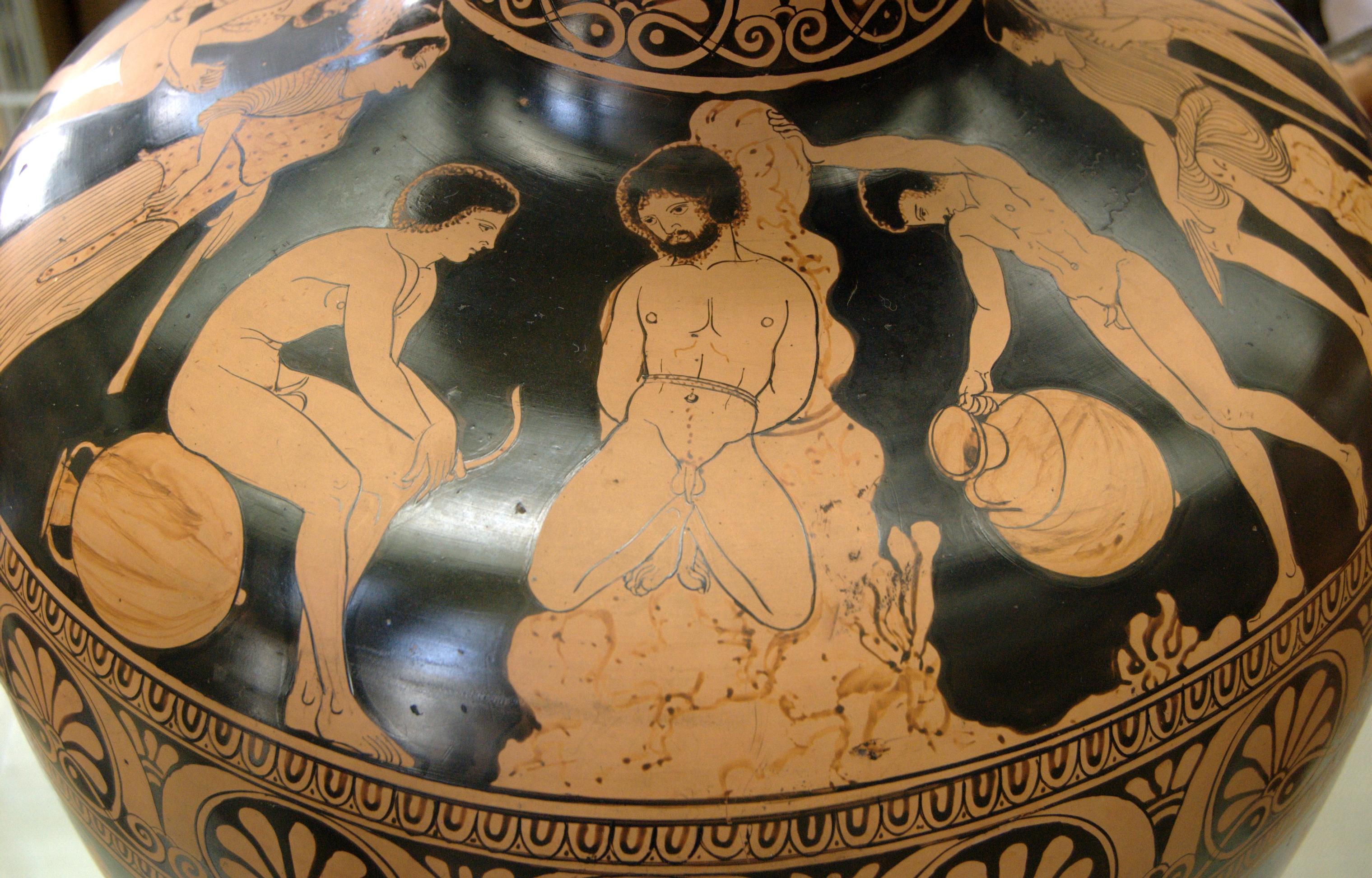
Kastor i Polluks przywiązują pokonanego Amykosa do drzewa, scena z naczynia w stylu czerwonofigurowym, koniec IV wieku p.n.e.

Amykos (gr. Ἄμυκος) – w mitologii greckiej król bityńskich Bebryków, syn Posejdona i nimfy Melie.
Obcych przybywających do jego kraju wyzywał na pojedynek pięściarski, który zawsze kończył się zwycięstwem Amykosa i śmiercią jego oponenta. Pewnego dnia do brzegów Bitynii przybyli Argonauci. Amykos zgodnie ze swoim zwyczajem rzucił im wówczas wyzwanie, które przyjął Polluks. Heros dzięki swojej zwinności pokonał znacznie silniejszego i roślejszego od siebie przeciwnika, następnie zobowiązując go uroczystą przysięgą do nienękania więcej cudzoziemców.